# Pete Banaszak
Pete Banaszak é um ex-jogador profissional de futebol americano estadunidense

## Carreira
Pete Banaszak foi campeão da temporada de 1976 da National Football League jogando pelo Oakland Raiders.